# Еленборо (Северна Каролина)
Еленборо (енгл. Ellenboro) град је у америчкој савезној држави Северна Каролина.

## Демографија
По попису из 2010. године број становника је 873, што је 394 (82,3%) становника више него 2000. године.
| Група             | 2000.       | 2010.       |
| Белци             | 391 (81,6%) | 691 (79,2%) |
| Афроамериканци    | 81 (16,9%)  | 149 (17,1%) |
| Азијати           | 0 (0,0%)    | 0 (0,0%)    |
| Хиспаноамериканци | 4 (0,8%)    | 18 (2,1%)   |
| Укупно            | 479         | 873         |